# Daniel Ceballos
Pour les articles homonymes, voir Ceballos.
Ne doit pas être confondu avec Dani Ceballos.
Daniel Ceballos est un homme politique vénézuélien.

## Biographie
Dans le contexte des manifestations de 2014 à 2017 au Venezuela, alors qu'il est maire de San Cristobal, il est qualifié de « terroriste » par le président Nicolás Maduro et arrêté. Assigné à résidence un an plus tard, il est de nouveau arrêté en 2016. Il est libéré en 2018.
En 2020, il rejoint Volonté populaire alors que celui-ci est dirigé par une direction nommée par le pouvoir chaviste.
Il est candidat à l'élection présidentielle vénézuélienne de 2024.